# Dampier
Dampier é uma cidade e porto industrial situada no estado australiano da Austrália Ocidental. O porto de Dampier faz parte do arquipélago de Dampier. Os serviços portuários incluem indústrias de exportação petroquímica, salineira, de minério de ferro e de gás natural. A empresa Rio Tinto realiza a exportação de grandes volumes de minério de ferro através do porto, tendo anunciado em setembro de 2010 planos de expansão da capacidade. Pelo censo australiano de 2011, Dampier tinha uma população de 1 341 habitantes.

## História

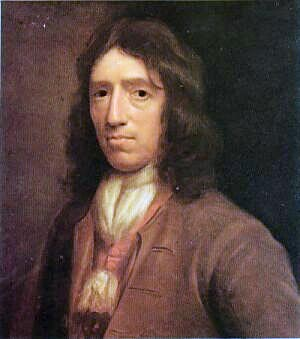
William Dampier
(1651–1715)

O povo aborígene Yaburrara viveu na região por vários milhares de anos.
A cidade e o porto derivam seu nome de sua localização na Ilha Dampier, a 3 km da costa da região de Pilbara e parte do arquipélago de Dampier, nome dado em homenagem ao navegador inglês William Dampier. Em 1963, a ilha tornou-se uma península artificial quando foi conectada ao continente por uma causeway com rodovia e ferrovia. Em 1979, a península de Dampier foi renomeada como Burrup, o pico mais alto na ilha, assim nomeada em homenagem a Henry Burrup, um funcionário do Union Bank of Australia assassinado em 1885 em Roebourne.
Em 1699 Dampier, comandando o navio de guerra HMS Roebuck, de 26 canhões, numa missão para explorar a costa da Nova Holanda, seguindo a rota neerlandesa para as Índias, passou entre a Ilha de Dirk Hartog e a terra que viria a ser a Austrália Ocidental em direção àquilo que ele chamou de Baía Shark. Ele então seguiu pela costa em direção nordeste, chegando ao arquipélago que viria a ter seu nome em 21 de agosto de 1699, explorado por ele, recebendo o nome de Ilha Rosemary. Ele continuou seguindo até a Baía de Lagrange, pouco ao sul do que hoje é a Baía Roebuck, antes de navegar em direção a Timor.
A cidade se constituiu a partir de 1965, de modo a servir à ferrovia de transporte de minério de ferro vinda de Tom Price e Paraburdoo. Em 1968, a expansão posterior de Dampier foi limitada por fatores geográficos e uma nova cidade, Karratha, foi estabelecida no continente como resultado.

## Meio ambiente
A Península de Burrup, ou Murujuga, na língua dos Yaburrara, possui aquilo que se acredita ser a maior coleção de petróglifos (arte rupestre pétrea) do mundo.
Há outras 42 ilhas no arquipélago Dampier. Há um ecossistema marinho com grande diversidade em torno das ilhas, incluindo baleias, dugongos, tartarugas, corais e esponjas. As tartarugas verdes, da espécie Chelonia mydas são conhecidas pela postura de ovos no arquipélago de Dampier.

## Clima
Sob a classificação climática de Köppen, Dampier tem um clima desértico (BWh). A precipitação média anual é de 272,2 milímetros (10,7 pol), o que conferiria à localidade um clima semiárido; no entanto, como em Alice Springs, a alta evapotranspiração (ou sua aridez) conferiram-lhe um clima factualmente desértico. O clima de Dampier tem verões extremamente quentes e úmidos, com pontos de orvalho acima de 24 °C (75 °F). Com mais de 3 700 horas anuais de sol, é um dos locais mais ensolarados da Austrália.
| Dados climatológicos para Dampier, Austrália Ocidental | Dados climatológicos para Dampier, Austrália Ocidental | Dados climatológicos para Dampier, Austrália Ocidental | Dados climatológicos para Dampier, Austrália Ocidental | Dados climatológicos para Dampier, Austrália Ocidental | Dados climatológicos para Dampier, Austrália Ocidental | Dados climatológicos para Dampier, Austrália Ocidental | Dados climatológicos para Dampier, Austrália Ocidental | Dados climatológicos para Dampier, Austrália Ocidental | Dados climatológicos para Dampier, Austrália Ocidental | Dados climatológicos para Dampier, Austrália Ocidental | Dados climatológicos para Dampier, Austrália Ocidental | Dados climatológicos para Dampier, Austrália Ocidental | Dados climatológicos para Dampier, Austrália Ocidental |
| Mês                                                    | Jan                                                    | Fev                                                    | Mar                                                    | Abr                                                    | Mai                                                    | Jun                                                    | Jul                                                    | Ago                                                    | Set                                                    | Out                                                    | Nov                                                    | Dez                                                    | Ano                                                    |
| ------------------------------------------------------ | ------------------------------------------------------ | ------------------------------------------------------ | ------------------------------------------------------ | ------------------------------------------------------ | ------------------------------------------------------ | ------------------------------------------------------ | ------------------------------------------------------ | ------------------------------------------------------ | ------------------------------------------------------ | ------------------------------------------------------ | ------------------------------------------------------ | ------------------------------------------------------ | ------------------------------------------------------ |
| Temperatura máxima recorde (°C)                        | 46,4                                                   | 47,1                                                   | 45,7                                                   | 42,2                                                   | 39,5                                                   | 32,5                                                   | 33,0                                                   | 37,3                                                   | 38,7                                                   | 43,2                                                   | 45,5                                                   | 46,5                                                   | 47,1                                                   |
| Temperatura máxima média (°C)                          | 35,9                                                   | 36,0                                                   | 36,2                                                   | 34,4                                                   | 29,9                                                   | 26,6                                                   | 26,2                                                   | 27,7                                                   | 30,5                                                   | 32,7                                                   | 34,3                                                   | 35,7                                                   | 32,2                                                   |
| Temperatura mínima média (°C)                          | 26,1                                                   | 26,5                                                   | 25,5                                                   | 22,8                                                   | 18,2                                                   | 15,1                                                   | 13,4                                                   | 14,6                                                   | 16,8                                                   | 19,7                                                   | 22,2                                                   | 24,6                                                   | 20,5                                                   |
| Temperatura mínima recorde (°C)                        | 17,5                                                   | 20,1                                                   | 20,0                                                   | 15,8                                                   | 10,4                                                   | 5,2                                                    | 4,6                                                    | 6,4                                                    | 8,6                                                    | 9,0                                                    | 11,4                                                   | 15,9                                                   | 4,6                                                    |
| Precipitação (mm)                                      | 36,3                                                   | 71,4                                                   | 46,7                                                   | 18,9                                                   | 31,0                                                   | 36,1                                                   | 11,7                                                   | 4,4                                                    | 1,5                                                    | 0,8                                                    | 1,4                                                    | 13,4                                                   | 272,8                                                  |
| Dias com precipitação                                  | 4,1                                                    | 5,5                                                    | 4,2                                                    | 1,9                                                    | 3,4                                                    | 3,5                                                    | 2,2                                                    | 1,1                                                    | 1,5                                                    | 0,8                                                    | 0,4                                                    | 1,5                                                    | 28,6                                                   |
| Umidade relativa (%)                                   | 50                                                     | 51                                                     | 44                                                     | 37                                                     | 38                                                     | 40                                                     | 35                                                     | 35                                                     | 32                                                     | 37                                                     | 41                                                     | 45                                                     | 40                                                     |
| Insolação (h)                                          | 325,5                                                  | 292,9                                                  | 303,8                                                  | 288,0                                                  | 269,7                                                  | 258,0                                                  | 282,1                                                  | 316,2                                                  | 324,0                                                  | 356,5                                                  | 354,0                                                  | 356,5                                                  | 3 727,2                                                |
| Fonte:                                                 |                                                        |                                                        |                                                        |                                                        |                                                        |                                                        |                                                        |                                                        |                                                        |                                                        |                                                        |                                                        |                                                        |

## Atrações
Na entrada da cidade há uma estátua do "Red Dog", uma cão da raça Kelpie australiano que perambulava pela área na década de 1970 de carona às cidades mais próximas. Na estátua se lê: Erected by the many friends made during his travels (Erguida pelos muitos amigos feitos durante as viagens"). Outras atrações incluem a pesca não muito longe da costa, com a espécie mais procurada sendo a barramundi (Lates calcarifer).

## Porto

Extração de minério de ferro na região de Pilbara.

O porto de Dampier foi aberto em 1966, com a primeira carga de minério de ferro vinda da mina de Mount Tom Price transportada pela ferrovia Hamersley & Robe River railway sendo carregada nos navios. O porto na Ilha de East Intercourse Island foi aberto em 1972. O porto tem uma capacidade de carregamento anual de 140 milhões de toneladas de minério de ferro. O outro porto da Rio Tinto Group, Cape Lambert, pode lidar com 80 milhões de toneladas anuais. O carregamento de cada navio no porto leva de 24 a 36 horas.

## Galeria

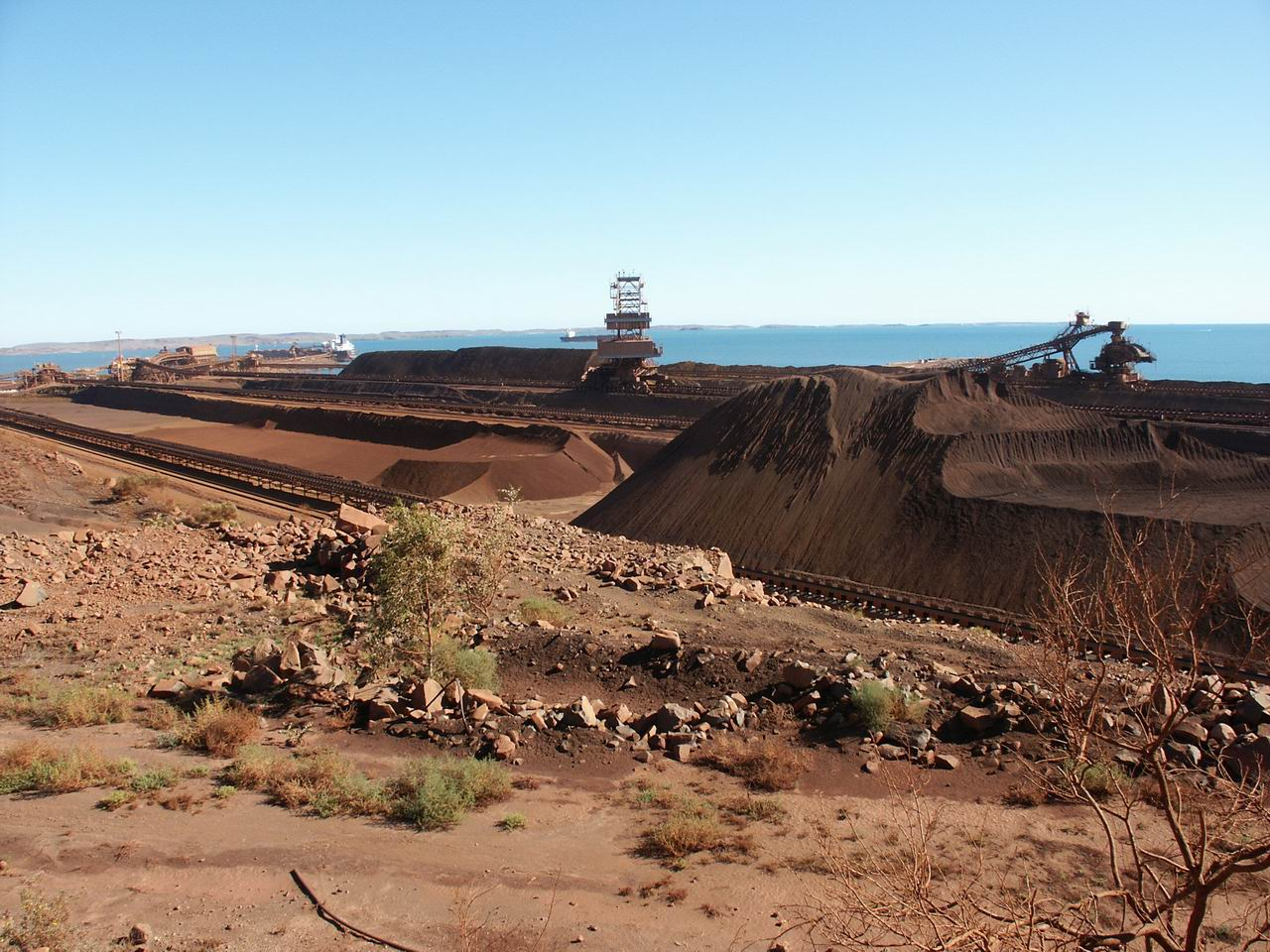
Minério de Ferro
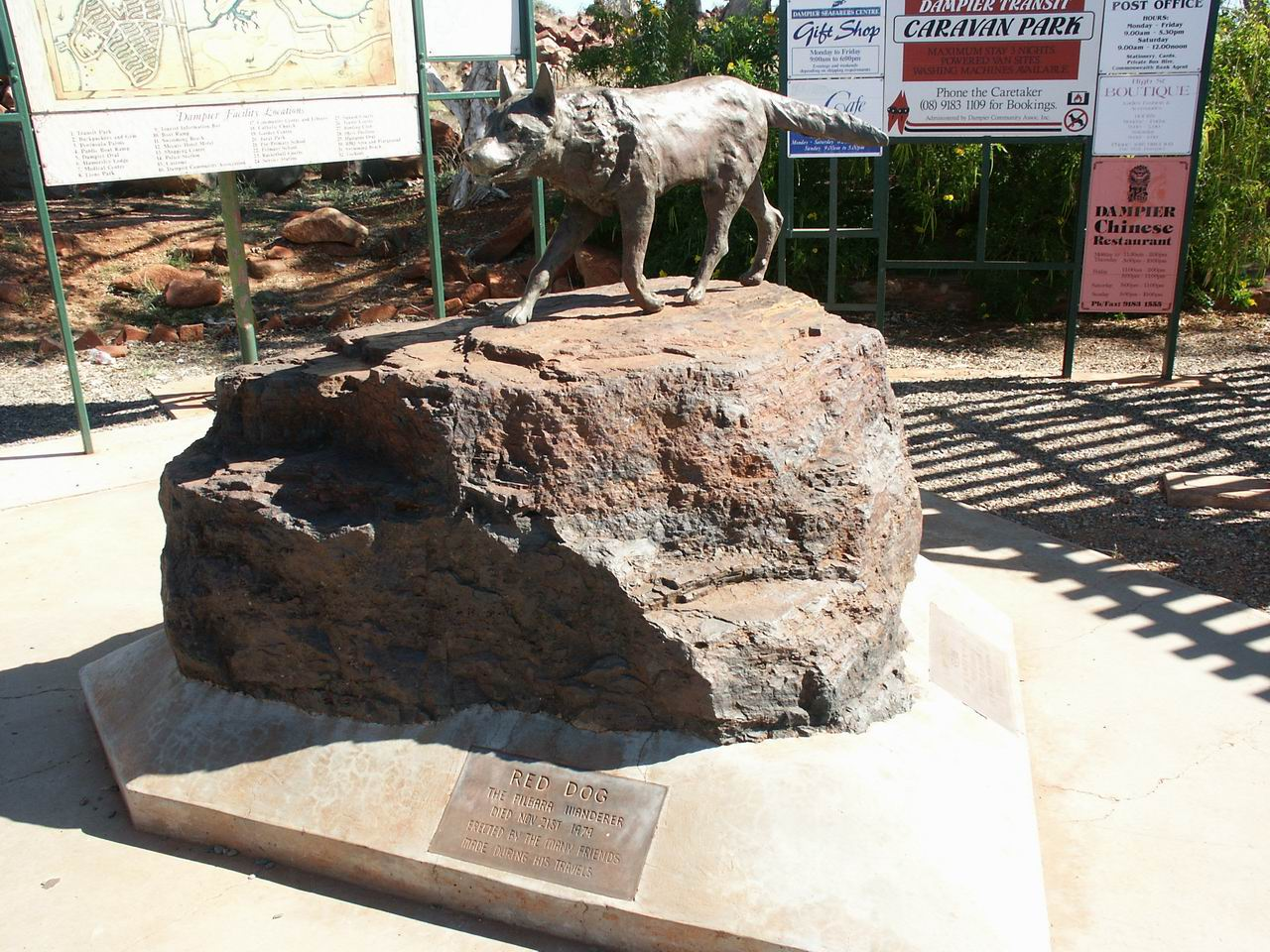
Estátua "Red Dog"